# Ruovesi (sjö)
Ruovesi är en sjö i kommunerna Ruovesi och Mänttä-Filpula i landskapet Birkaland i Finland. Sjön ligger 96,1 meter över havet. Den är 46,55 meter djup. Arean är 66,08 kvadratkilometer och strandlinjen är 319,12 kilometer lång.
Ruovesi ingår i Näsijärvis upptagningsområde.
Sjön ligger omkring 54 km norr om Tammerfors och omkring 200 km norr om Helsingfors. 